# Astatotilapia swynnertoni
Astatotilapia swynnertoni es una especie de peces de la familia cíclidos.
Tiene incubación bucal por las hembras.

## Morfología
La longitud máxima descrita es de 9,5 cm.

## Distribución y hábitat
Es un pez de agua dulce tropical, bentopelágico. Se distribuye por ríos africanos de Mozambique, como el río Buzi y otros más hacia el sur, entre 15º de latitud sur y 20º sur.